# Pikolatva
Pikolatva (en russe : Риколатва) est une localité du raïon de Kovdor de l'oblast de Mourmansk, en Russie arctique. Sa population s'élevait à 193 habitants au recensement de 2010.

## Géographie
Le village de Pikolatva se situe dans l'oblast de Mourmansk, un oblast de la Laponie, en Russie arctique, et il fait partie du district fédéral du Nord-Ouest. Le village fait partie du raïon de Kovdor, le raïon de l'oblast, avec Kovdor comme centre administratif.  
Pikolatva, comme tout l'oblast de Mourmansk, est située dans le fuseau horaire MSK (heure de Moscou). Le décalage horaire appliqué par rapport au temps universel coordonné est +03:00.

## Démographie
Recensements (*) et estimations de la population,:
| 2002 * | 2010* | - | - |
| ------ | ----- | - | - |
| 456    | 193   | - | - |

Concernant les ethnies, en 2002, sur les 456 habitants, il y avait 81 % de Russes.